# Zif (Hebron)
Zif (àrab: زيف, Zīf) és una vila palestina de la governació d'Hebron, a Cisjordània, situada 7 kilòmetres al sud d'Hebron. Segons l'Oficina Central Palestina d'Estadístiques tenia 1.120 habitants el 2016. Les instal·lacions d'atenció primària de salut del propi poble han estat designades pel Ministeri de Salut com a nivell 1 i a prop de Yatta com a nivell 3.

## Història
Zif tenia població jueva fins almenys el segle iv, però es va cristianitzar durant el període romà d'Orient. S'hi ha descobert les restes d'una església comunal cristiana de l'època romana d'Orient.
En 1838 Edward Robinson identificà l'actual vila de Zif i zones adjacents de Tell Zif amb la bíblica muntanya de Zif. Claude Reignier Conder (1875) àla seva tomba com el "bonic monument sepulcral" immediatament al sud del present Tell Zif.
Després de la Guerra araboisraeliana de 1948 i els acords d'armistici de 1949, Zif va quedar sota un règim d'ocupació jordana. Des de la Guerra dels Sis Dies en 1967, Zif ha romàs sota ocupació israeliana.
Al setembre de 2002, una bomba plena de cargols i claus, posada per colons jueus, va explotar a l'escola del poble, ferint cinc nens. Una segona bomba va ser trobada pel director de l'escola i va ser detonada per artificers israelians.